# Stadt (Winterthur)
Stadt ist ein Stadtkreis der Stadt Winterthur in der Schweiz. Der Kreis, der grösstenteils auf dem Stadtgebiet Winterthurs vor der Eingemeindung der umliegenden Ortschaften beruht, bildet den heutigen Kreis 1.

## Wappen
Das Wappen des Kreises ist identisch mit dem Wappen der ganzen Stadt. Es wurde vom Wappen der Grafen von Kyburg hergeleitet, die die Stadt gegründet haben. Die Blasonierung lautet: „In Silber ein roter Schrägbalken, begleitet von zwei schreitenden roten Löwen.“
Siehe auch: Winterthur#Wappen und Fahne

## Geografie
Der Kreis Stadt teilt das Gemeindegebiet Winterthurs von Nord nach Süd in der Mitte. Es beinhaltet neben der Altstadt, dem Zentrum der Stadt, die zentral gelegenen Stadtquartiere Tössfeld, Brühlberg und Neuwiesen, die im Westen der Stadt liegen. Im Süden liegt das Quartier Heiligberg, das die östliche Hälfte des Stadtwaldes Eschenberg sowie die östliche Hälfte der Breite am Hang des Eschenbergs umfasst. Im Norden liegt das Quartier Lind, das sich im Norden über den namensgebenden Hügel Lindberg erstreckt.

## Bildung
Im Stadtkreis gibt es sieben Kindergärten (Äusseres Lind, Frohberg, Inneres Lind, Neuwiesen, Tössfeld, Tössfeld Pavillon und der Sprachheilkindergarten Inneres Lind), fünf Primarschulen (Altstadt, Brühlberg, Geiselweid, Neuwiesen und Tössfeld) sowie die Oberstufenschulhäuser Heiligberg und St. Georgen. Das gesamtstädtische Angebot der Begabungs- und Begabtenförderung "Exploratio" ist ebenfalls im Schulhaus St. Georgen untergebracht. Neben den Schulen für die obligatorische Bildung liegen alle höheren Schulen der Stadt sowie die drei städtischen Gymnasien im Kreis «Stadt». Das Gymnasium Büelrain liegt hinter dem Technikum unweit der Altstadt und die Schulen Im Lee und Rychenberg liegen nebeneinander am Lindberg. Ein Teil der 10. Schuljahre (BWS und BFS), diverse Berufsschulen (BBW, ZAG und KV Winterthur) und Hochschulen (ZHAW und ZHdK) liegen wegen der zentralen Lage im Stadtkreis.

## Geschichte
Die erste Besiedlung auf dem Gebiet der heutigen Altstadt gab es um 600 bis 700 n. Chr., wobei diese Siedlung zuerst wohl noch in Konkurrenz zu Oberwinterthur stand. Erst später, als die Kyburger die Stadtplanung übernommen hatten, konnte Winterthur seine Vormachtstellung behaupten. Ab da ist die Geschichte Winterthurs in etwa deckungsgleich mit der Geschichte der Stadt Winterthur. Ein Teil des ehemaligen Kreisgebiets wurde 1973 abgetrennt und zusammen mit einem Teil des Kreises Seen zum eigenständigen Kreis Mattenbach erhoben.
Siehe auch: Winterthur#Geschichte

## Kunst und Kultur
Zwölf der 17 städtischen Museen liegen im Stadtkreis; viele unmittelbar an oder in der Altstadt, unter anderem das Museum Oskar Reinhart, das Kunstmuseum, das Naturmuseum und viele weitere. Am Lindberg ist in der ehemaligen Villa von Oskar Reinhart die Sammlung Oskar Reinhart «Am Römerholz» untergebracht.
In der Altstadt Winterthurs finden regelmässig Anlässe statt, die für die Stadt von Bedeutung sind. Darunter fällt das Albanifest sowie diverse Märkte und Umzüge (Winterthurer Fasnacht, Frackumzug,…). Afro-Pfingsten und die Musikfestwochen sind weitere kulturelle Veranstaltungen mit Tradition. In den Eulachhallen findet Ende November/Anfang Dezember jeweils die Winterthurer Messe statt.

## Verkehr
Am Hauptbahnhof am westlichen Ende der Altstadt läuft sämtlicher Verkehr der Stadt zusammen: alle Bahnlinien sowie fast alle Linien des Stadtbusses und überregionale Bus- und Postautolinien. Das südliche Quartier Heiligberg, das einen Teil der Breite bildet, wird von der Linie 4 (HB – Breite – HB) bedient und das Quartier Lind im Norden wird von der Buslinie 10 (HB – Bahnhof Oberwinterthur (− Hegi im Gern)) bedient.

## Sport
Im Quartier Neuwiesen westlich des Hauptbahnhofs steht das Heimstadion des FC Winterthur, die Schützenwiese. Der FCW spielt momentan in der Challenge League. Das Quartier Tössfeld hat mit dem FC Tössfeld einen eigenen Quartierklub, der früher in der NLB spielte. Mangels eines Fussballplatzes in Tössfeld spielt der Verein jedoch auf dem Sportplatz Talgut im Stadtkreis Mattenbach.
In der Eulachhalle -ebenfalls im Quartier Neuwiesen- spielen die Handballvereine Yellow Winterthur und Pfadi Winterthur, Letzterer war in den 90er und frühen 2000er-Jahren der erfolgreichste Schweizer Handballclub. Nach der Kantonsschule Rychenberg im Quartier Lind benannt sind die Unihockeyklubs HC Rychenberg Winterthur, sowie die seit dem Jahr 2000 abgespaltene ehemalige Frauensektion des HCR, die Red Ants Rychenberg (Schweizer Rekordmeister und Europacup-Sieger 2005).